# Аеродром Москва-Жуковски
Међународни аеродром Москва-Жуковски(рус.:  Международный аэропорт Жуко́вский, енг.: Zhukovsky International Airport)  (IATA: ZIA, ICAO: UUBW) међународни је аеродром близу истоименог града у Московској области. Заједно са још три друга аеродрома (Шереметјево, Внуково и Домодедово), чини ваздушно чвориште главног града Русије. То је некадашњи војни аеродром у близини града Жуковски у Московској области а раније је носио име по оближњем граду Раменскоје. На аеродрому се налази путнички терминал величине 7000 квадратних метара.

## Положај
Аеродром се налази 6 km западно од Раменскоје и 3 km јужно од града Жуковског. Од Москве је удаљен 36 km југоисточно.

## Име
Предходни аеродром, који се налазио на месту данашњег и који је кориштен за тестирање и експерименталне летове војних и цивилних ваздухоплова различитих пројектантских бироа, носио је назив Аеродром Раменскоје.
 Међутим, иако су у близини оба града и Раменскоје (око 115 хиљада становника) и Жуковског (110 хиљада становника), аеродром је географски на територији Жуковског. Администрација Жуковског је неколико пута покушавала да преименује аеродром али није успевала.
Питање преименовања поново се појавило када је требало да се отвори међународни путнички  аеродром  на аеродрому Раменскоје. Током изградње објекта коришћено је име пројекта: Рампорт, али касније је одлучено да се аеродрому ипак додели име Жуковски. У мају 2016. званично је отворен аеродром Жуковски, и коме је, у складу са тим, додељен IATA међународни код ZIA. Дана 11. новембра 2017. године, име Жуковски додељено је аеродрому наредбом Владе Руске Федерације.

## Историја
1957. године, тада најбржи путнички авион на свету, Туполев Ту-114, полетео је на свој први лет са овог аеродрому. Дуго времена је Раменскоје био искључиво војна испитна ваздухопловна база, кориштена као испитни аеродром  Институт за аеро-наутику Громов. Аеродром има полетно-слетну стазу дугу  5,4 км која је и најдужа полетно-слетна стаза у Европи.
Марта 2011, тадашњи руски премијер Владимир Путин предложио је премештање свих чартерских и нискобуџетних летова на аеродром Раменскоје (како се тада звао) како би се растеретили московски аеродроми Шереметјево, Домодедово и Внуково и смањили трошкове карата. Изграђен је нови терминал, а аеродром је требало да буде отворен 16. марта 2016, али је отварање одложено због недостатка интересовања и проблема са сертификацијом аеродрома. Званично је отворен 30. маја 2016. године иако су радови и даље настављени. На аеродрому су изграђени тржни центар, паркиралишта, три канцеларијска центра, теретни терминал, центар за одржавање авиона и хотел.
Коначни завршетак планиран је за 2020. годину, тада би требало да буде спреман за прихват 12 милиона путника годишње.
Аеродром је јавности такође познат као место MAKS Airshow-а.

## Авио-компаније и дестинације
Следеће редовне путничке авио-компаније користе аеродром:
| Авио-компанија | Одредишта |
| -------------- | --- |
| FlyArystan     | Караганда (од 16 маја 2020),, Нур-Султан |
| Pegas Fly      | Баку, Си’ан, Тел-Авив, Фуџоу, Гуангџоу |
| Air Manas      | Бишкек |
| Somon Air      | Душанбе, Хучанд |
| Белавија       | Минск |
| ИрАеро         | Караганда, Кокшетау, Кизил, Петропавловск, Санкт-Петербург, Симферопољ, Сочи                                                                                                 |
| Ural Airlines  | Алмати, Амстердам, Бишкек, Будимпешта, Душанбе, Калињинград, Кулоб, Милано, Ница, Ош, Париз (Шарл де Гол), Праг, Рим-Фијумичино, Симферопољ, Сочи, Тбилиси, Тел-Авив, Хучанд |
| I Fly          | Хајнан |

## Приступ аеродрому

### Жељезница
Не постоји још увек  директна железничка веза између Москве и ваздушне луке. Најближа железничка станица (станица Одих - рус. Отдых) је удаљена неколико километара од аеродрома и са њим је повезана аутобуском линијом (цена 100 рубаља) која саобраћа у складу са редом вожње возова. Брзи електрични воз "Спутник" вози 26 пута днево, радним даном од 7:00 до 23:00, од Москве (Казанска жел. станица) до станице Одих. Вожња траје око 37 минута, а цена вожње је 185 рубаља.
На нивоу Владе Московске области и Руских железница разговара се о изградњи железничког приступа директно до аеродромског терминала. Такође је у плану изградња лаког метроа, који би повезао неколико градова Московске области са  главним аеродромима у московском ваздушном чворишту: Жуковски, Домодедово, Внуково и Шереметјево.

### Друмски превоз
Директна комуникација од станице Котељники московског метроа до Међународног аеродрома Жуковски је аутобуска линија број 441е „Метро станица Котелники“ - Аеродром Жуковски “. Путовање траје око 45 минута.
Такође, до аеродрома се може доћи аутомобилом. На аеродрому постоји неколико великих паркинга, као и паркинг места за особе са инвалидитетом.

## Несреће и инциденти
Дана 15. августа 2019. године, Ербас А321, компаније Ural Airlines , на лету U6-178, од Међународне зрачне луке Жуковски до Симферопоља, превозећи 226 путника и 7 посада, претрпео је удар птица недуго након полетања и извршио хитно слетање на кукурузна поља  око од 5 км од полетно-слетне стазе. Преживеле су све 233 особе, од којих су 7 били чланови посаде.